# Sidney Leslie Goodwin
Sidney Leslie Goodwin (Melksham, 9 de septiembre de 1910-Océano Atlántico, 15 de abril de 1912) fue un niño británico de 19 meses cuyo cuerpo fue recuperado por el Mackay-Bennett después del hundimiento del RMS Titanic.  Inicialmente no identificado, durante casi un siglo fue conocido como El Niño Desconocido, y su lápida en el cementerio Fairview Lawn decía: Erected to the memory of an unknown child whose remains were recovered after the disaster to the Titanic April 15th 1912 («Erigida en memoria de un niño desconocido cuyos restos fueron recuperados después del desastre del Titanic el 15 de abril de 1912»).
Las pruebas iniciales de ADN realizadas en 2002 apuntaron al pasajero de tercera clase Eino Viljami Panula como el probable individuo; sin embargo, pruebas posteriores realizadas en 2007 identificaron de manera concluyente los restos del niño como los del también niño de tercera clase, Sidney Leslie Goodwin.

## Entierro

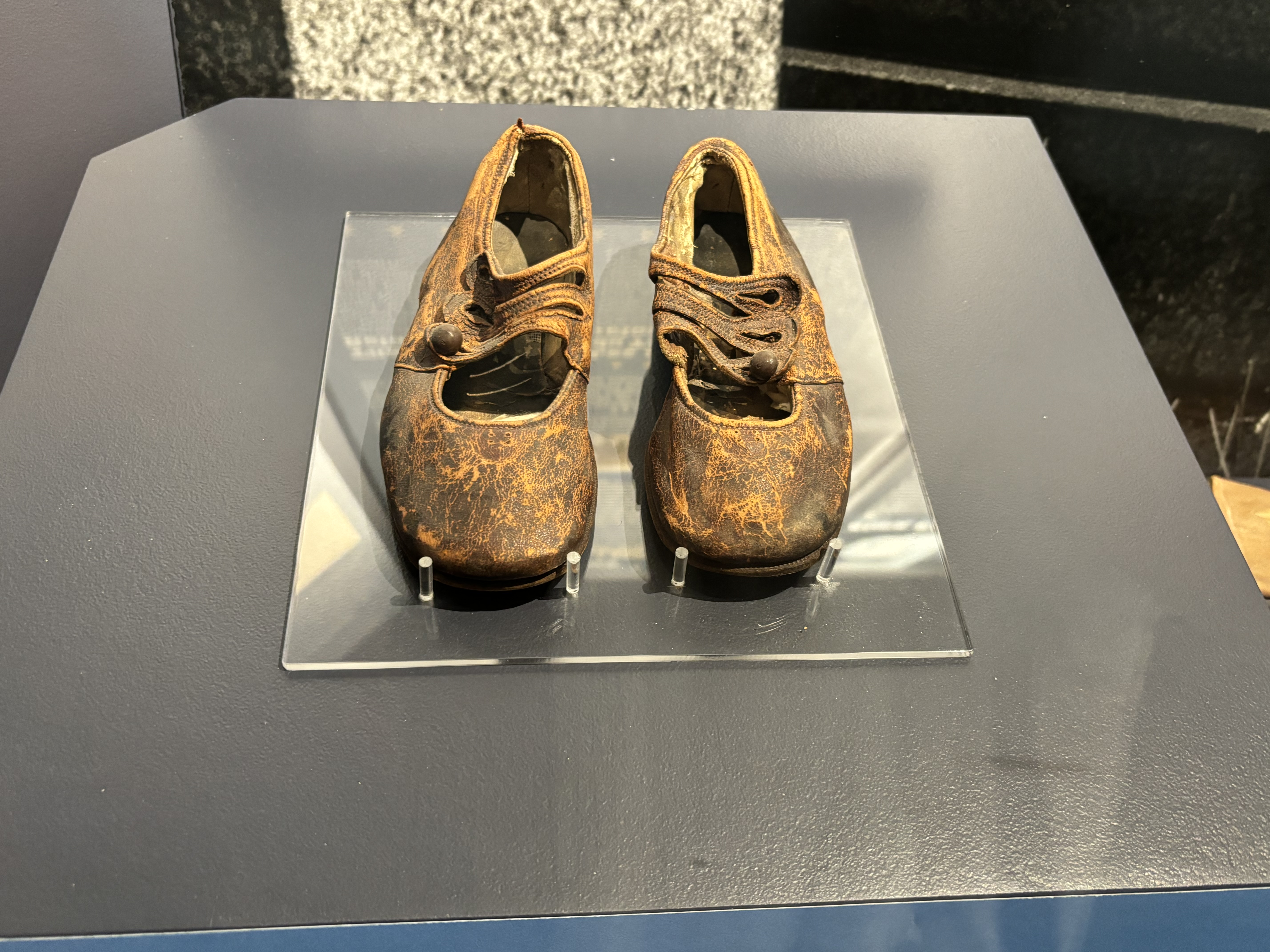
El par de zapatos marrones conservados recuperados con el Cuerpo No. 4

El cuerpo de un niño rubio fue el cuarto rescatado del océano por el tripulante Clifford Crease, del barco de recuperación CS Mackay-Bennett, el 21 de abril de 1912. La descripción decía:

NO. 4 – MALE – ESTIMATED AGE, 2 – HAIR, FAIR.
CLOTHING – Grey coat with fur on collar and cuffs; brown serge frock; brown petticoat; flannel garment; pink woolen singlet; brown shoes and stockings.
No marks whatever.
PROBABLY THIRD CLASS
N.° 4 – MASCULINO – EDAD ESTIMADA: 2 AÑOS – CABELLO CLARO.
VESTIMENTA – Abrigo gris con cuello y puños de piel; vestido de sarga marrón; enagua marrón; prenda de franela; camiseta de lana rosa; zapatos y medias marrones.
Sin marcas.
PROBABLEMENTE DE TERCERA CLASE

Los marineros a bordo del Mackay-Bennett, que quedaron conmocionados por el descubrimiento del cuerpo del niño desconocido, pagaron un pequeño ataúd blanco, un funeral apropiado y una gran lápida con el dinero de la recompensa recibida de Vincent Astor por recuperar el cuerpo de su padre. El niño fue enterrado el 4 de mayo de 1912 con un colgante de cobre colocado en su ataúd por los marineros que lo rescataron, que decía Our Babe "Nuestro Bebé".  

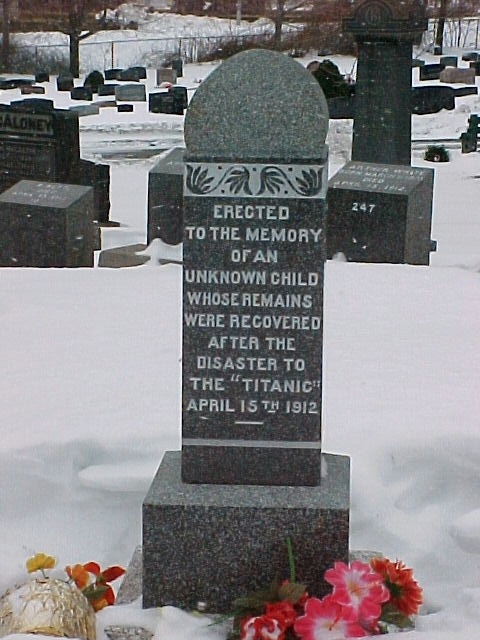
La tumba del niño desconocido en el cementerio de Fairview Lawn en 2002, antes de su identificación.

## Identificación
Antes de 2002, Sidney era conocido simplemente como «El niño desconocido». Su cuerpo, identificado como el de un niño de unos dos años, se creyó inicialmente que era el de un niño sueco de dos años, Gösta Pålsson; o el de un niño irlandés de dos años, Eugene Rice, y otros dos niños rubios que perecieron en el hundimiento.
En 2002, la serie de televisión estadounidense Secrets of the Dead, emitida por PBS, identificó erróneamente el cuerpo como el de Eino Viljami Panula, un bebé finlandés de 13 meses, basándose en pruebas de ADN realizadas en tres dientes y un hueso pequeño y desgastado. El programa rastreó el ADN del niño hasta una mujer finlandesa llamada Magda Schleifer, cuya abuela era hermana de Maria Emilia Panula. Otro pariente de la familia Panula, Hildur Panula-Heinonen, ha escrito varios artículos extensos relacionados con la familia.

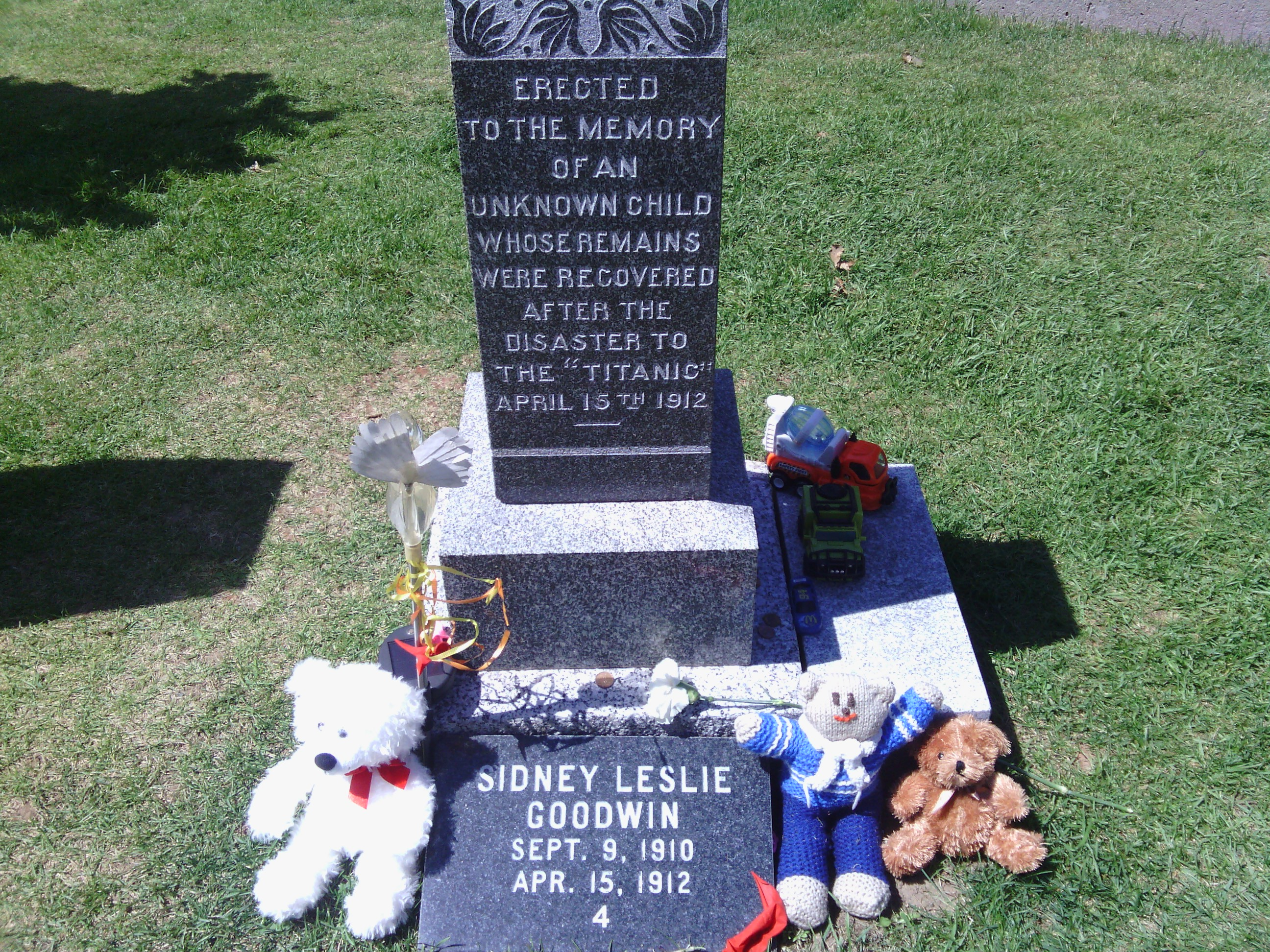
La tumba del niño desconocido en el cementerio de Fairview Lawn en 2014, después de la identificación.

Sin embargo, en 2007, investigadores canadienses de la Universidad Lakehead analizaron el HVS1 del niño, un tipo de molécula de ADN mitocondrial, y no coincidía con la familia Panula. El ADN extraído de los restos exhumados y el ADN proporcionado por un pariente materno sobreviviente ayudaron a hacer coincidir positivamente los restos con Sidney, y la reidentificación se anunció el 30 de julio de 2007.
Aunque se recuperaron los cuerpos de otros dos niños, ambos mayores, fue Sidney quien se convirtió en el símbolo de todos los niños perdidos en el hundimiento. Está enterrado en el cementerio Fairview Lawn de Halifax, Nueva Escocia, y se agregó un marcador al monumento con su nombre, fechas de nacimiento y muerte, y número de cuerpo.

## Sidney Leslie Goodwin

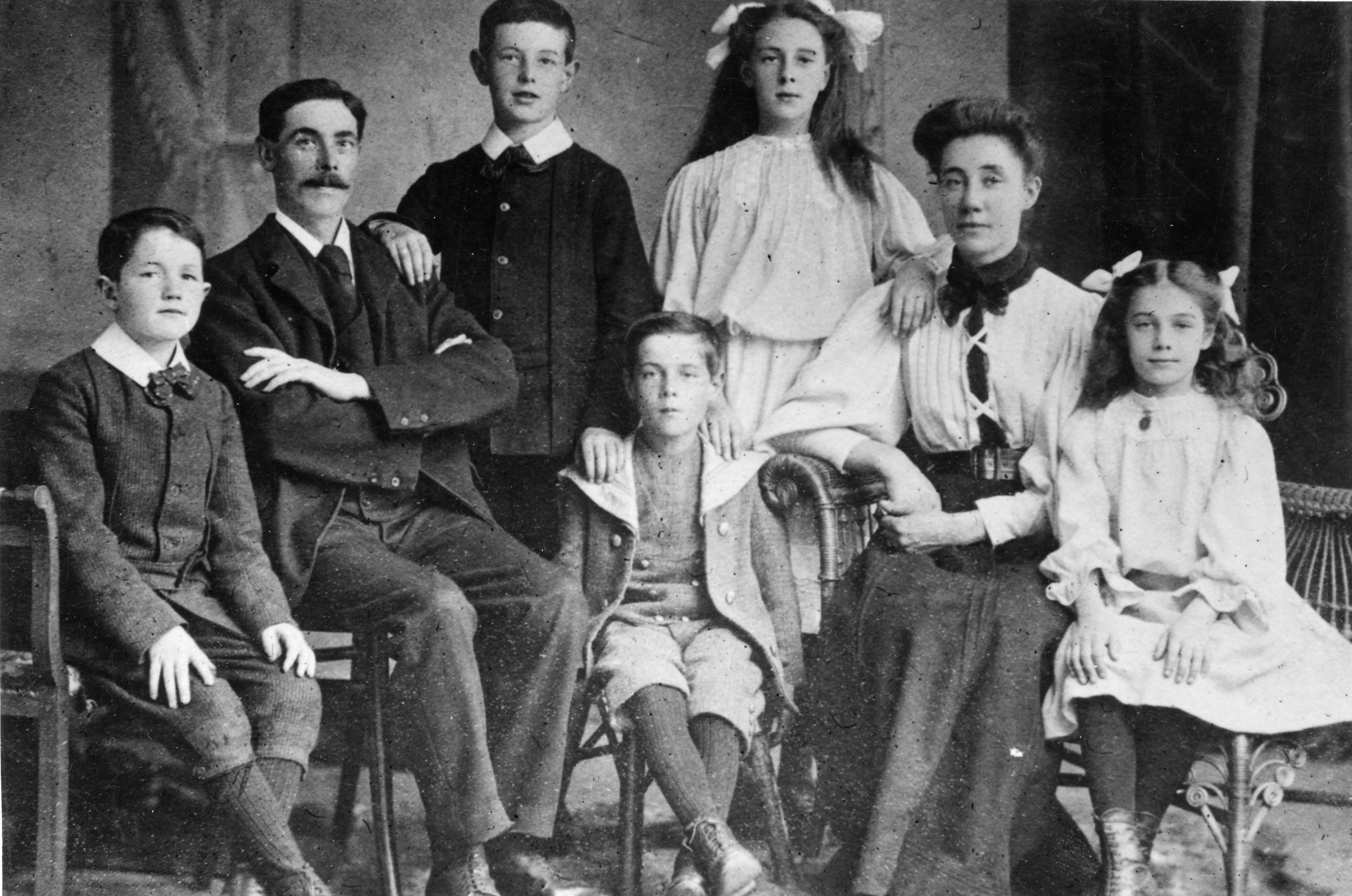
La familia Goodwin. De izquierda a derecha: William, Frederick, Charles, Lillian, Augusta, Jessie. En el centro está Harold. Sidney no está presente. Todos los Goodwin perecieron en el hundimiento.

Sidney Leslie Goodwin (9 de septiembre de 1910 - 15 de abril de 1912) fue un niño inglés de 19 meses que murió durante el hundimiento del RMS Titanic. En 2008, las pruebas de ADN mitocondrial realizadas por el bioantropólogo Ryan Parr y el Laboratorio de Identificación de ADN de las Fuerzas Armadas de Estados Unidos revelaron su identidad. Sidney Goodwin fue el único miembro de su familia cuyo cuerpo fue recuperado y posteriormente identificado.
Sidney nació el 9 de septiembre de 1910 en Melksham, Wiltshire, Inglaterra. Fue el hijo menor de Frederick Joseph y Augusta (de soltera Tyler) Goodwin. Sidney tenía cinco hermanos mayores: Lillian, Charles, William, Jessie y Harold.
El hermano de Frederick, Thomas, ya había abandonado Inglaterra y vivía en Niagara Falls (Nueva York). Thomas le escribió a Frederick para contarle sobre la apertura de una central eléctrica allí. Se ha especulado que la central hidroeléctrica de Schoellkopf (estación A), cuya inauguración estaba prevista para 1912, habría sido su empleador si hubiera vivido. Frederick, un compositor, empacó a su esposa y sus seis hijos para preparar la mudanza. Reservaron un pasaje de tercera clase en el SS New York que salía de Southampton, pero debido a una huelga de carbón ese año el pasaje del barco se retrasó y fueron transferidos al RMS Titanic. Abordaron el Titanic en Southampton como pasajeros de tercera clase.
No se sabe mucho sobre las actividades de los Goodwin durante el viaje, excepto que pueden haber estado separados por sexo en extremos opuestos del barco, Frederick y sus hijos mayores en la proa, y Augusta con Sidney y las niñas en la popa. Harold conoció y pasó algún tiempo con Frank Goldsmith, quien sobrevivió.
Cuando los Goodwin recibieron la advertencia sobre la colisión con el iceberg, todos los botes salvavidas ya habían sido lanzados. Toda la familia pereció en el hundimiento. Con la excepción de Sidney, ninguno de sus cuerpos fue recuperado o identificado.
Un par de zapatos, que se cree que son de Sidney, fue donado al Museo Marítimo del Atlántico de Halifax en 2002 por los descendientes de un oficial de policía de Halifax que custodiaba los cuerpos y la ropa de las víctimas del Titanic.
En su libro The Night Lives On, el historiador Walter Lord dedicó un capítulo («What Happened to the Goodwins?») a la familia, usando el hecho de que eran ingleses para desafiar la implicación de la White Star Line de que un número tan alto de pasajeros de tercera clase perecieron porque no podían entender el idioma inglés. En septiembre de 2020, el Smithsonian Chanel transmitió «The Curious Death of a Titanic Child», sobre la identificación de Sidney Goodwin, como parte de The Curious Life and Death of ... serie.

## Eino Viljami Panula
El niño fue identificado erróneamente como Eino Viljami Panula (10 de marzo de 1911 - 15 de abril de 1912). Era un joven finlandés que murió durante el hundimiento del RMS Titanic. De 2002 a 2007, inicialmente se creyó que era «El niño desconocido».
Eino viajaba con su madre, Maria Emilia Panula (nacida Maija Emelia Ketola-Ojala), y cuatro hermanos mayores, Ernesti Arvid (nacido el 18 de mayo de 1895), Jaakko Arnold (nacido el 8 de febrero de 1897), Juha Niilo (nacido el 1 de septiembre de 1904) y Urho Abraham (nacido el 25 de abril de 1909). Otros tres niños murieron antes del viaje: Juho Eemeli (23 de octubre de 1892 - 23 de diciembre de 1892), Emma Iida (24 de febrero de 1901 - 8 de abril de 1910) y Lyydia (17 de junio de 1903 - 23 de diciembre de 1903).
La familia se dirigía a Coal Center (Pensilvania), para reunirse con su padre, Juha. Los seis miembros perecieron en el desastre. El cuerpo de Eino Panula nunca fue recuperado.

## Lectura adicional
- Geller, Judith B. (1998). Titanic: Women and Children First (1.º edición). W. W. Norton & Company.